# Oceanapia polysiphonia
Oceanapia polysiphonia är en svampdjursart som först beskrevs av Arthur Dendy 1922.  Oceanapia polysiphonia ingår i släktet Oceanapia och familjen Phloeodictyidae. Inga underarter finns listade i Catalogue of Life.